# Tolmerus senex
Tolmerus senex là một loài ruồi trong họ Asilidae. Tolmerus senex được Wiedemann miêu tả năm 1820.